# Sphaerirostris turdi
Sphaerirostris turdi är en hakmaskart som först beskrevs av Yamaguti 1939.  Sphaerirostris turdi ingår i släktet Sphaerirostris och familjen Centrorhynchidae. Inga underarter finns listade i Catalogue of Life.